# الكرامة (أسوان)
قرية الكرامة هي إحدى القرى التابعة لمركز إدفو في محافظة أسوان في جمهورية مصر العربية.